# Ястребово (Старозагорская область)
Ястребово (болг. Ястребово) — село в Болгарии. Находится в Старозагорской области, входит в общину Опан. Население составляет 519 человек.

## Политическая ситуация
В местном кметстве Ястребово, в состав которого входит Ястребово, должность кмета (старосты) исполняет Бонё Динев Бонев (Болгарская социалистическая партия (БСП)) по результатам выборов правления кметства.
Кмет (мэр) общины Опан — Минчо Динев Чавдаров (Болгарская социалистическая партия (БСП)) по результатам выборов в правление общины.